# Teletoon Retro
Teletoon Retro fue un canal de televisión por suscripción canadiense que emitía sus señales en idioma inglés y francés; basado en el canal Teletoon, fue iniciado como bloque de programación. El servicio consistió en una serie de animación de Canadá y de todo el mundo, todo lo cual se inició la producción de al menos 10 años antes de su exposición. Teletoon Retro fue propiedad de Corus Entertainment. Fue la versión alternativa en Canadá de Boomerang de WarnerMedia.

## Historia
Teletoon Retro originalmente comenzó como un bloque de programación en Teletoon. El 24 de noviembre de 2000, TELETOON Canada Inc. recibió la aprobación de la Comisión de radiodifusión y telecomunicaciones (CRTC) para lanzar el canal de idioma inglés de categoría 2 canales especializados nombre RETRO TELETOON.
Los planes para el lanzamiento del canal surgió de nuevo en 2005, cuando el 25 de octubre, Teletoon Canada Inc. recibió la aprobación para poner en marcha Teletoon Retro. El canal inició finalmente a las 18:00 (UTC-5) el 1 de octubre de 2007.
La versión en francés, titulada Télétoon Rétro, que se había dado la aprobación para poner en marcha al mismo tiempo que Teletoon Retro, fue finalmente lanzado el 4 de septiembre de 2008.
En agosto de 2015, Corus Entertainment anunció que Teletoon Retro sería cerrado el 1 de septiembre de 2015, siendo reemplazado por Disney Channel o Cartoon Network en algunos proveedores, La transición fue estructurada legalmente para que Cartoon Network dejara de existir como un servicio con licencia por separado a partir del 1 de septiembre de 2015, y en adelante opere bajo la licencia de categoría B de Teletoon Retro. El 31 de agosto de 2015, Teletoon Retro finalizando sus transmisiones a las 23:59, y terminó siendo reemplazado por Disney Channel y Cartoon Network a las 0:00 del 1 de septiembre de 2015 en diferentes proveedores de televisión de ese país.

## Enlaces
- Teletoon Retro

- Datos: Q3517348